# Евлампиева, Вера Фёдоровна
Евлампиева Вера Фёдоровна (17 апреля, 1880 год, Уфимская губерния, Мензелинский уезд, посёлок Заинск — 7 июня, 1970 год, Уфа) — педагог, Заслуженный учитель РСФСР (1944). Кавалер ордена Ленина.

## Биография
Вера Евлампиева родилась в посёлке Заинск Уфимской губернии, (ныне: Республики Татарстан) 17 апреля 1880 года.
В 1896 году окончила Уфимское епархиальное женское церковно-приходское училище (на ул. Тукаева,48), затем преподавала в Успенском церковно-приходском училище. В 1907—1912 годах работала в частной мужской гимназии.
В 1907−1914 годах Вера Фёдоровна была учителем воскресно-вечерней школы для взрослых при «Уфимском обществе вспоможения частному служебному труду».
В 1912—1919 годах — в Мариинской женской гимназии города Уфы (ныне: гимназия № 3) и с 1915 года- в Высшем начальном училище при Уфимском учительском институте (по совместительству).
С 1919 года работала заведующей школой 1-й ступени № 48, одновременно служила инструктором Уфимского губернского отдела народного образования.
В 1922—1924 годах — заместитель объединённой школы 1-й и 2-й ступеней № 1 города Уфы.
В 1924—1933 годах — заведующая школой фабрично-заводского ученичества № 18.
В 1933—1942 годах — работала учителем средней школы № 11, в 1943—1953 годах — заведующей учебной частью средней школы № 3 (ныне: Гимназия № 3 им. А. М. Горького).
В 1943 году в школе № 3 г. Уфы вводится раздельное обучение, школа становится женской. В связи с острой необходимостью, в 1945—1954 годах в школе был открыт педагогический класс для подготовки учителей начальных классов. Завуч школы № 3 В. Ф. Евлампиева одновременно работала методистом Башкирского института усовершенствования учителей (1932—1953, ныне: Башкирский институт развития образования).
За большой вклад в дело обучения и воспитания молодого поколения в 1949 году награждена орденом Ленина.
Скончалась в городе Уфе 7 июня 1970 года.

## Награды
- Орден Ленина (1949).

## Почётные звания
- Заслуженный учитель  РСФСР (1944).